# Модрич (Лашко)
Модрич (словен. Modrič) је насељено место у општини Лашко, Савињска регија, Словенија.

## Историја
До територијалне реорганизације у Словенији био је у саставу старе општине Лашко.

## Становништво
У попису становништва из 2011. године, Модрич је имао 17 становника.
| Број становника према пописима | Број становника према пописима | Број становника према пописима |
| ------------------------------ | ------------------------------ | ------------------------------ |
| 1991                           | 2002                           | 2011                           |
| 24                             | 28                             | 17                             |